# برنج چسبناک

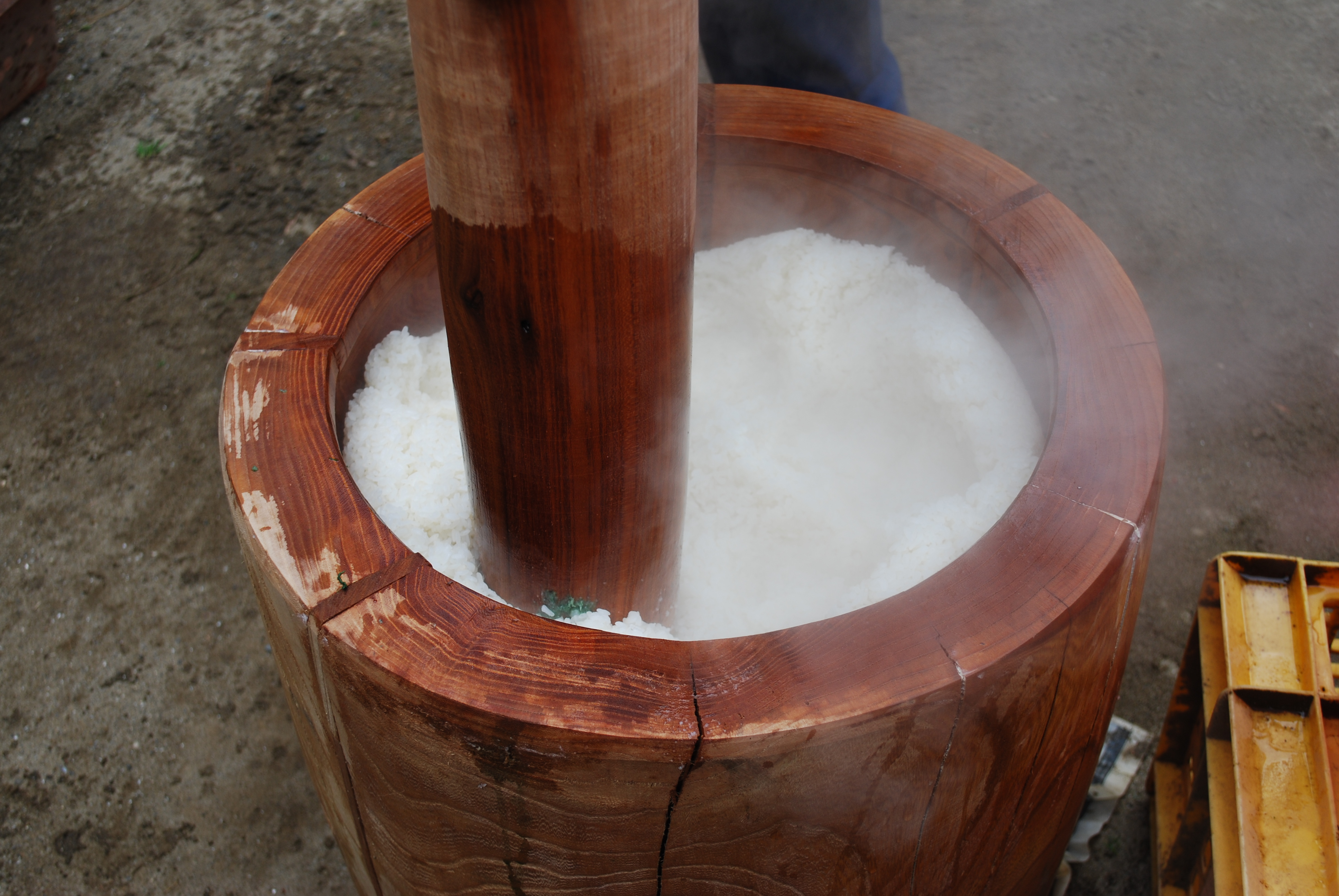
درست کردن موچی با برنج چسبناک

برنج چسبناک (به انگلیسی: sticky rice)، موچی‌کومه (به ژاپنی: もち米 mochi-Kome) یا برنج گلوتینوس یکی از انواع برنجِ آسیایی است که پس از پخت دانه‌های برنج چسبندگی بیشتری نسبت به انواع دیگر برنج دارند. این نوع برنج بیشتر در کشورهای ژاپن، کره، چین، فیلیپین، لائوس، تایلند، اندونزی، میانمار، هند و ویتنام کشت می‌شود. این نوع برنج در منطقهٔ ایسان تایلند و کشور لائوس غذای اصلی به شمار می‌آید.

## نگارخانه

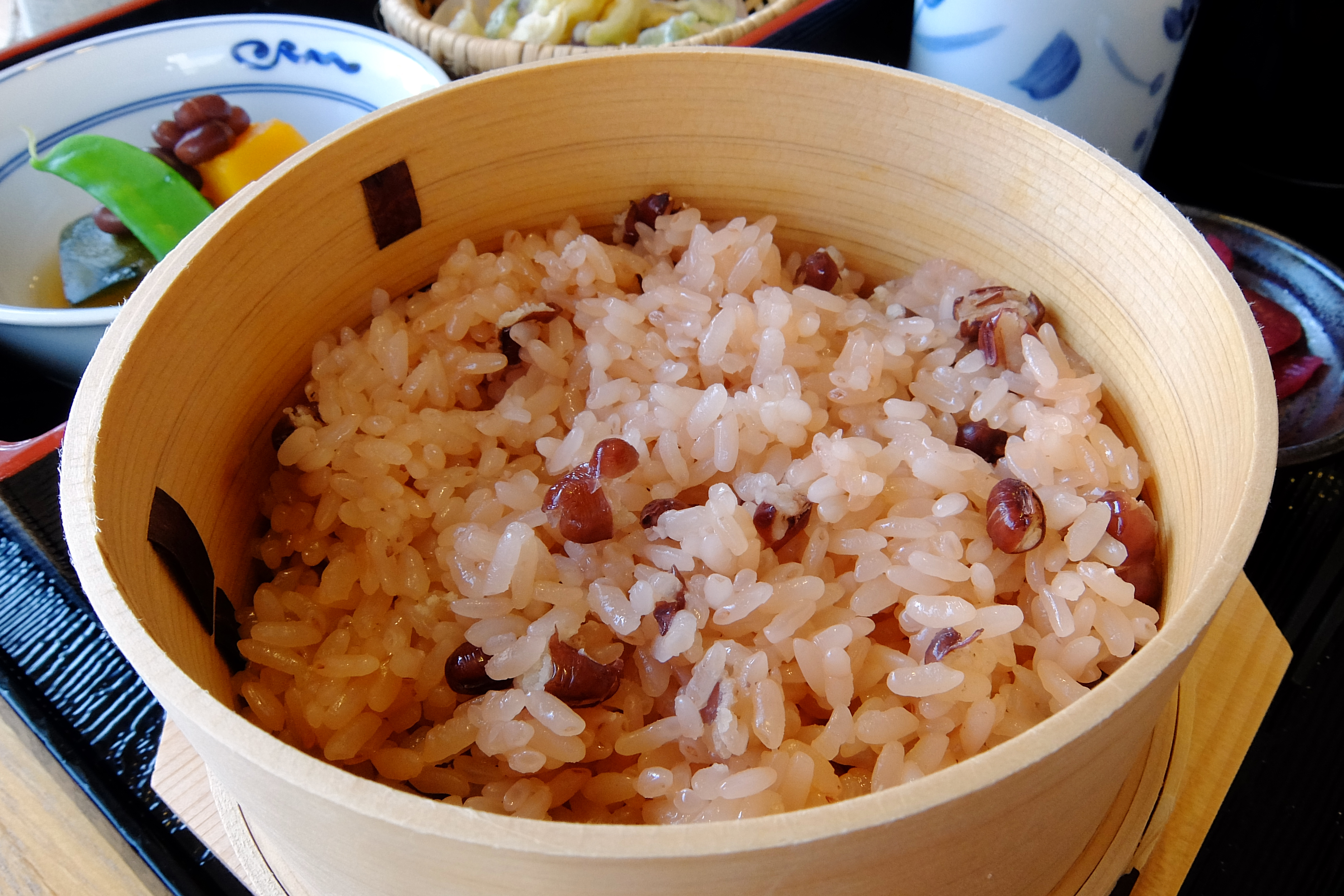
سکی‌هان تهیه شده از برنج چسبناک. سکی‌هان یکی از انواع غذاهای ژاپنی است که بیشتر برای مراسم جشن تهیه می‌شود.
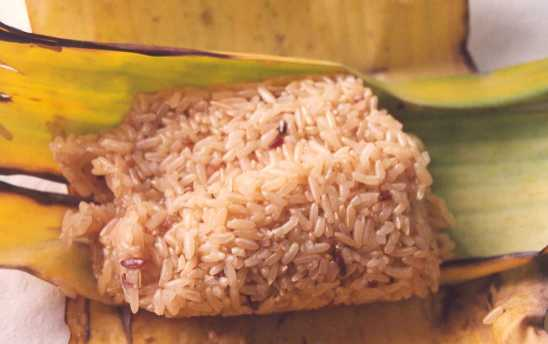
برنج چسبناکی که در برگ موز پیچیده شده در منطقهٔ ایسان تایلند
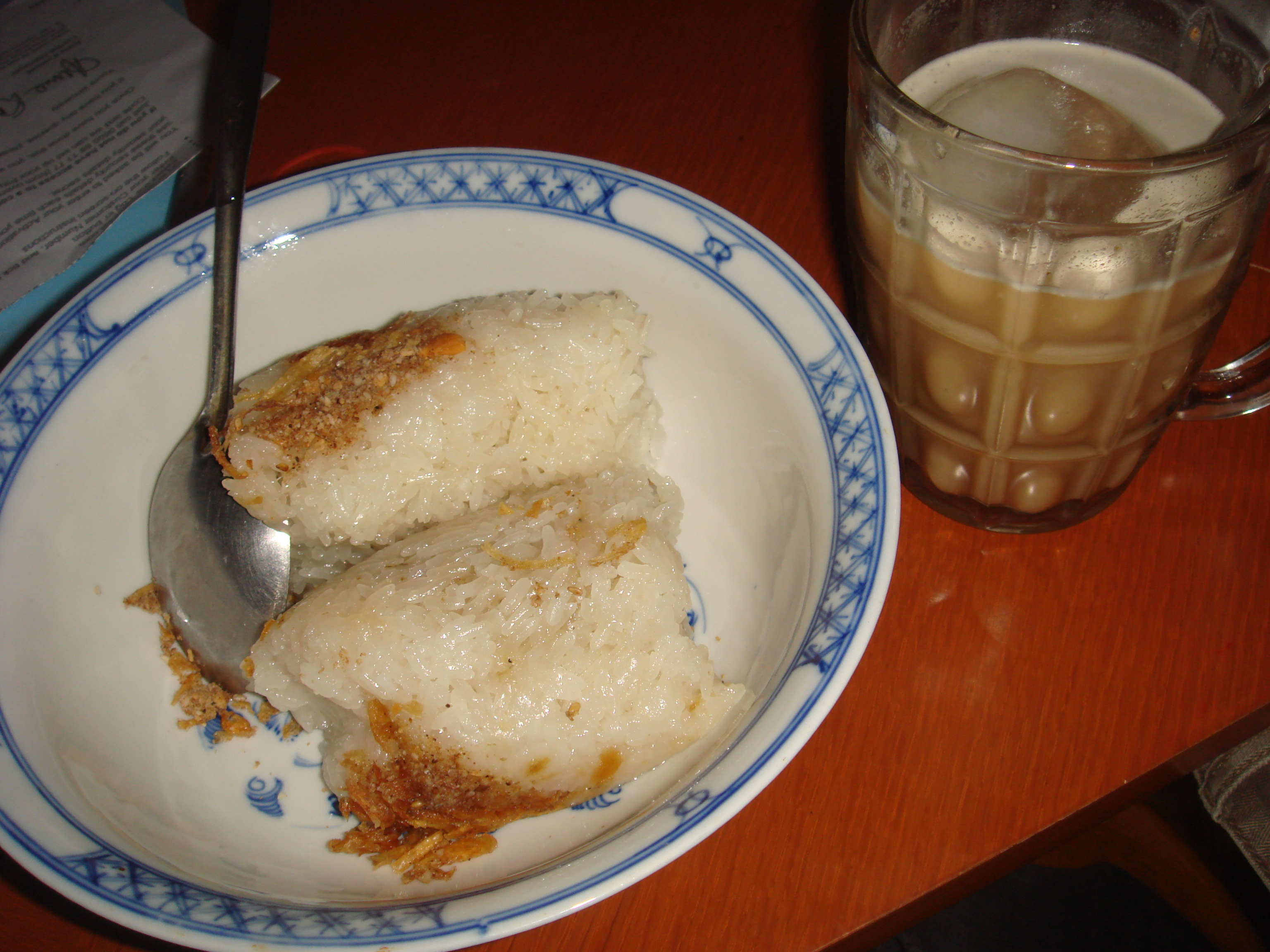
غذایی ویتنامی
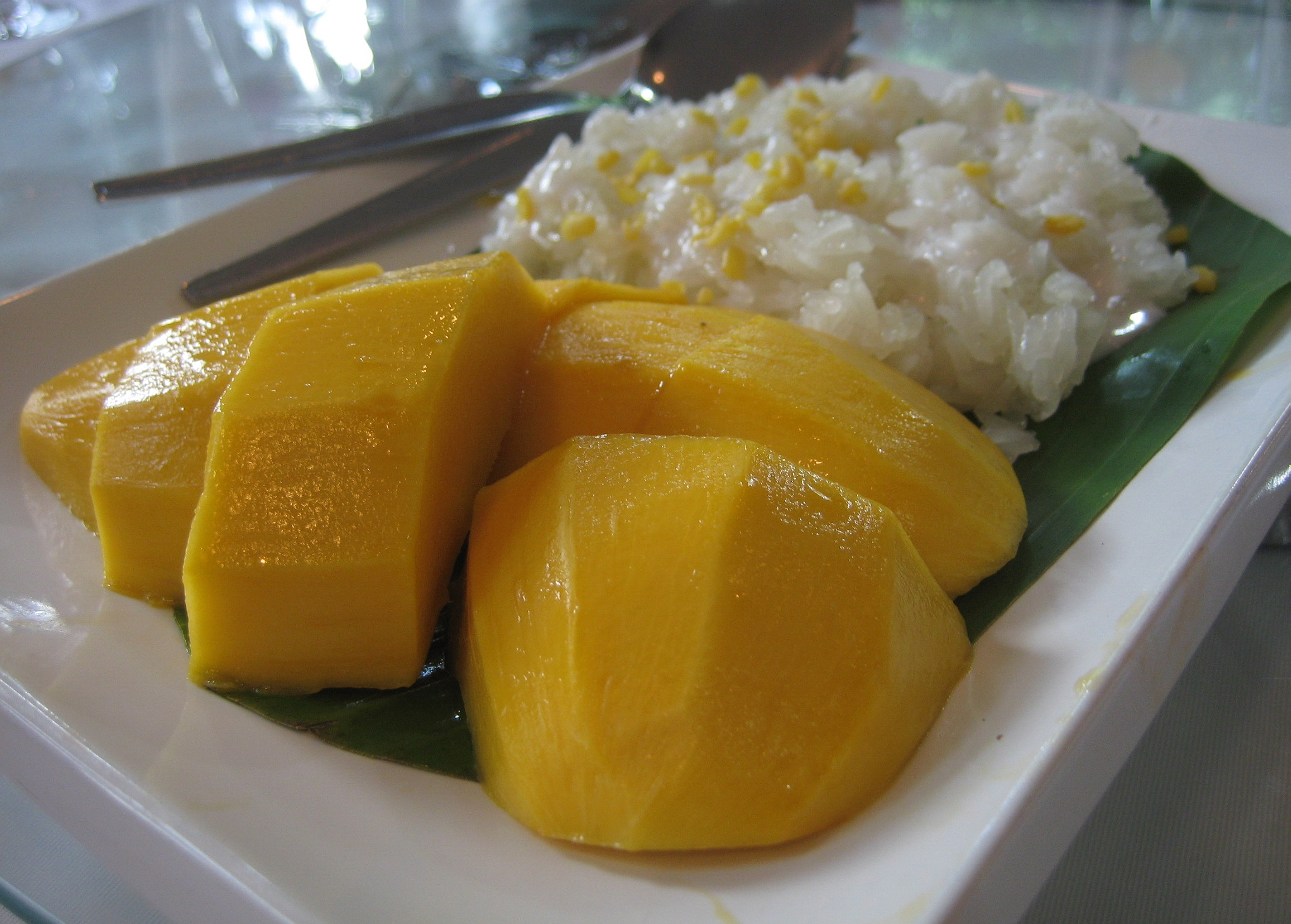
نوعی دسر تایلندی که از برنج چسبناک نارگیل و انبه درست شده‌است.